# Seznam armenskih smučarskih tekačev
Seznam armenskih tekačev na smučeh.

## G
- Katja Galstjan

## H
- Kristine Hačatrjan

## J
- Artur Jegojan

## M
- Sergej Mikajeljan